# Mount Franklin (Tasman)
Der Mount Franklin ist ein 2340 m (einige Quellen geben auch 2327 m an) hoher Berg im Nelson Lakes Nationalpark in der neuseeländischen Region Tasman. Er ist der nördlichste und höchste der vier Berge in Neuseeland, die den Namen „Mount Franklin“ tragen.
Der Berg liegt 15 km südlich des Lake Rotoroa und ist nur 2 Meter höher als der nahe gelegene Mount Travers. Der Berg ist Teil der Franklin Ridge, des nördlichsten Teils der St. James Range. Dieser Bergrücken trennt die Täler des östlichen und westlichen Zweiges des Sabine River.
Der Berg erhielt seinen Namen durch den Geologen Julius von Haast während seiner Zeit als Geologe der Provinz Canterbury zu Ehren des Konteradmirals John Franklin, ehemals Gouverneur von Tasmanien.